# Берества
Берества — річка в Україні, у Гощанському районі Рівненської області. Права притока Горині (басейн Дніпра).

## Опис
Довжина річки 17 км, похил річки — 3,7 м/км. Площа басейну 75,1 км².

## Розташування
Бере початок на південному заході від Криліва. Тече переважно на північний захід через Русивель, Курозвани, Гощу і впадає у річку Горинь, праву притоку Прип'яті.
Притоки: Ревуха (ліва).